# Рејнир (Минесота)
Рејнир (енгл. Ranier) град је у америчкој савезној држави Минесота.

## Демографија
По попису из 2010. године број становника је 145, што је 43 (-22,9%) становника мање него 2000. године.
| Група             | 2000.       | 2010.       |
| Белци             | 184 (97,9%) | 141 (97,2%) |
| Афроамериканци    | 0 (0,0%)    | 0 (0,0%)    |
| Азијати           | 0 (0,0%)    | 1 (0,7%)    |
| Хиспаноамериканци | 0 (0,0%)    | 2 (1,4%)    |
| Укупно            | 188         | 145         |